# Camilo Mortágua
Camilo Mortágua é um romance do escritor brasileiro Josué Guimarães, publicado em 1980.
No romance , o narrador recupera, pela via do recurso memorialista, os ideais míticos do gaúcho pampeano representados por Quirino, o patriarca da família Mortágua, e, a seguir, apresenta Camilo, um sujeito distanciado de si mesmo, sem vínculos familiares ou profissionais, perdido no espaço urbano, que se conforma como o exemplo paradigmático do processo de desmitificação, portanto, inverso ao modelo consolidado pela literatura romântica, seguindo a linha de romances como Xarqueada, de Pedro Wayne, e Memórias do coronel Falcão de Aureliano de Figueiredo Pinto.
Trata-se de um registro literário de um dos mais conhecidos dramas históricos do século XX, a lenta e gradual decadência das oligarquias rurais, representada, entre outros romances, em Fogo Morto, de José Lins do Rego. Considerado o mais importante romance de Josué Guimarães, a obra foi escrita em apenas 30 dias.  
A narrativa de Camilo Mortágua guarda também uma singularidade, uma vez que o tempo presente das ações situa-se entre os dias primeiro e cinco de abril de 1964, retratando a cidade de Porto Alegre que se acomodava à nova situação econômica, social e política que se delineava. 

## Enredo
Camilo Mortágua narra a trajetória de uma família gaúcha desde o início do século XX até a derrocada final nos dias posteriores ao Golpe de Estado no Brasil em 1964 . O livro usa como recurso o fato de o protagonista ver sua vida em flashbacks em uma tela de cinema. O Camilo Mortágua, já velho, morador de uma pensão no bairro Azenha, em Porto Alegre, vivendo os primeiros dias da ditadura militar no Brasil, relembra os fatos de sua infância, juventude e adultez, como a morte de alguns irmãos, o namoro com Mocinha,  a falência nos negócios familiares - paulatinamente, a família perde a posse sobre a grande extensão de terras que possuía em Alegrete, para o capataz que se apossara de uma parte e para o descuido, a falta de pagamento de impostos etc. Aparece também a sua ascensão como diretor de uma firma de material de construção, o casamento com Leonor, o nascimento dos filhos, a traição conjugal e a decadência.
Regina Zilberman , referindo-se sobre a obra, afirma que se representa a derrocada de uma classe social - o estancieiro, através da biografia de Camilo. "Por intermédio dele, Josué Guimarães apresenta a lenta desagregação econômica, mas também ética e intelectual, de uma família, outrora rica proprietária de terras e gado na região da Campanha, depois incapaz de gerenciar seus negócios devido à modernização da sociedade segundo moldes capitalistas avançados."
O romance apresenta também inúmeros fatos marcantes do século XX, como guerras europeias, revoluções brasileiras, a Gripe Espanhola, o suicídio de Getúlio Vargas, entre outros.
Cumpre referir que o romance teve dois desfechos escritos , mas o autor, ao final, acabou selecionando um deles, em detrimento do outro. No texto que foi descartado, Camilo reencontraria o seu amor de juventude e eles teriam um final de feliz.